# Musulmans (nationalité)
Pour les articles homonymes, voir Musulmans (homonymie).
Les Musulmans sont, en Yougoslavie et dans les pays qui en sont issus, l'une des « nationalités » (au sens yougoslave d'ethnie) de Slaves du Sud de tradition musulmane.
Avant 1971, en Yougoslavie, s'il existait officiellement les nationalités croate, macédonienne, monténégrine, serbe et slovène, la nationalité bosniaque n'avait pas de reconnaissance officielle. Ainsi, la Bosnie était de jure peuplée en majorité de Serbes et de Croates, les Slaves musulmans étant alors uniquement considérés comme des Croates ou des Serbes ayant la particularité d'être de religion musulmane. Les Bosniaques n'avaient alors pas le statut de peuple constitutif, malgré la volonté des membres musulmans de la direction bosniaque de la Ligue des communistes de Yougoslavie. Cependant, sous la pression de ces derniers, la constitution yougoslave est amendée en 1971, afin de reconnaître l'existence des « Musulmans » en tant que nation à part entière. Ce fait vaut à Tito les remerciements de la Ligue islamique mondiale (ainsi que de l'aide financière), par la bouche du roi d'Arabie saoudite en visite à Sarajevo : « Merci au maréchal Tito pour les droits et libertés donnés aux musulmans en Yougoslavie ».
On écrit ainsi « Musulman » (avec une majuscule) en français pour désigner tout habitant de l'espace ex-yougoslave déclarant appartenir à cette nationalité, là où « musulman » (sans majuscule) désigne tout individu de religion musulmane.

## Histoire

### Origines
En 1463, lorsque le royaume de Bosnie passe sous le pouvoir ottoman, les habitants du pays se partagent entre membres de l'Église bosniaque et de l'Église catholique. Toutefois, le cas de la Bosnie est particulier dans la mesure où la proportion d'habitants qui se convertissent à l'islam au cours du siècle qui suit la conquête ottomane y est plus important que dans le reste des Balkans.  
Par ailleurs, pendant les quatre siècles d'occupation ottomane, les conversions à l'islam sont relativement passives et opportunistes, dans la mesure où, selon le système des millets, le statut de musulman dans l'Empire ottoman apporte plusieurs avantages :
- ne plus payer l'impôt religieux que payaient les chrétiens et les juifs (par contre, en tant que musulmans, ils devaient payer la zakât) ;
- éviter d'offrir au sultan son premier fils comme esclave selon la tradition des janissaires ;
- accéder à des postes dans l'armée et l'administration.

### De la création de la nationalité musulmane au choix du terme Bosniaque
En 1971, la constitution yougoslave introduit la nationalité musulmane, à la demande des musulmans de Bosnie-Herzégovine. Les Musulmans deviennent alors un des peuples constitutifs de la Yougoslavie. Après les accords de Dayton en 1995, une fois la Bosnie-Herzégovine indépendante, les Bosniens musulmans demandent la reconnaissance de leur peuple en tant que nation par l'ONU, non sous sa dénomination première de « Musulmans » mais sous celle de « Bosniaques » (en bosnien Bošnjaci, en anglais Bosniaks).
L'appellation « Bosniaque » est la translittération en français du serbo-croate Bošnjak (pluriel Bošnjaci), terme qui désignait, jusqu'au début du XXe siècle, tout habitant de Bosnie, quelle que soit sa confession. Ce terme tombe en désuétude au cours du XXe siècle pour être remplacé par l'appellation Bosanac (pl. Bosanci), qualificatif qui désigne, de même, tout habitant de Bosnie. Le terme Bošnjak est toutefois remis au goût du jour, au début des années 1980, par des intellectuels musulmans, tels qu'Adil Zulfikarpašić ou Ferid Muhić. Ceux-ci revendiquent cette appellation pour tous les musulmans de langue serbo-croate, en Yougoslavie, mais aussi comme nom du peuple de l'État musulman qu'ils désirent alors créer. Ce n'est toutefois qu'à partir des années 1990 et de l'éclatement de la Yougoslavie que les Musulmans adoptent ce terme pour se désigner.
En français, jusque dans les années 1990, le serbo-croate Bosanac, qui désigne tout habitant de Bosnie, toutes religions confondues, était traduit par « Bosniaque ». Le terme n'avait alors qu'une connotation géographique et non nationale ; l'emploi d'un seul terme ne posait donc aucun problème. Toutefois, à partir des années 1990, la réapparition du serbo-croate Bošnjak a nécessité de modifier la traduction de Bosanac, qui se voit depuis lors traduit par « Bosnien ». De ce fait, aujourd'hui, en français, « Bosnien » désigne tout habitant de Bosnie-Herzégovine, tandis que Bosniaque traduit désormais Bošnjak, soit tout habitant d'ex-Yougoslavie qui se déclarait auparavant comme Musulman.

### Utilisation contemporaine du terme Musulman
La nationalité musulmane existe encore juridiquement en Serbie, Croatie, Macédoine du Nord, Slovénie et au Monténégro pour désigner les Slaves de tradition musulmane. Elle est acceptée comme réponse pour la question de la nationalité lors des recensements d'ailleurs. 
Dans la fédération de Bosnie-et-Herzégovine, on utilise uniquement le terme de Bosniaques. En république serbe de Bosnie on utilise aussi encore le terme Musulman.

## Population
- En Bosnie-Herzégovine : 1 902 956 personnes lors du recensement de 1991, avant la reconnaissance de la nationalité bosniaque.
- Le chiffres de la nationalité Musulman dans les autres pays Yougoslaves
- Au Monténégro : 20 537 personnes se sont déclarés Musulmans dans le recensement de 2011[6].
- En Croatie : 7 558 personnes (recensement de 2011)[7]
- En Serbie : (sans le Kosovo) 22 301 personnes[8] (recensement  de 2011)
- En Slovénie : 10 467 personnes (recensement de 2002)[9]
- En Macédoine du Nord : 2 553 personnes (recensement de 2002)[10]

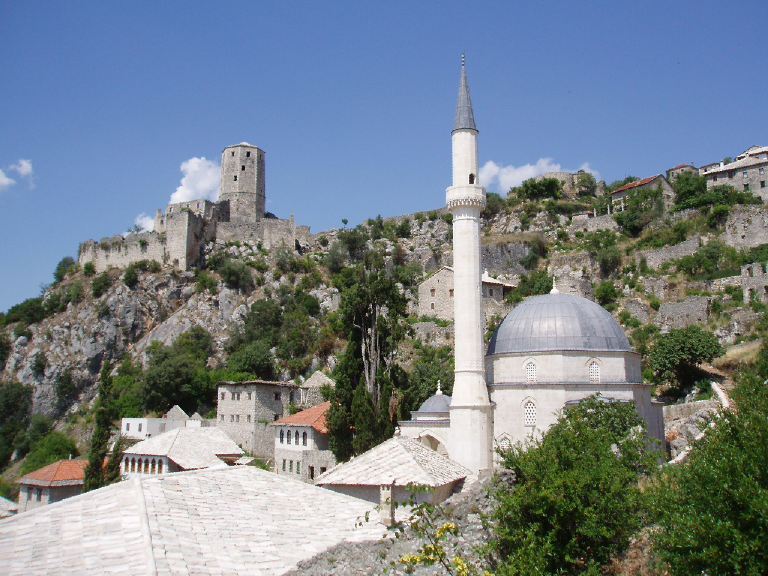
Mosquée à Počitelj (Bosnie-Herzégovine).
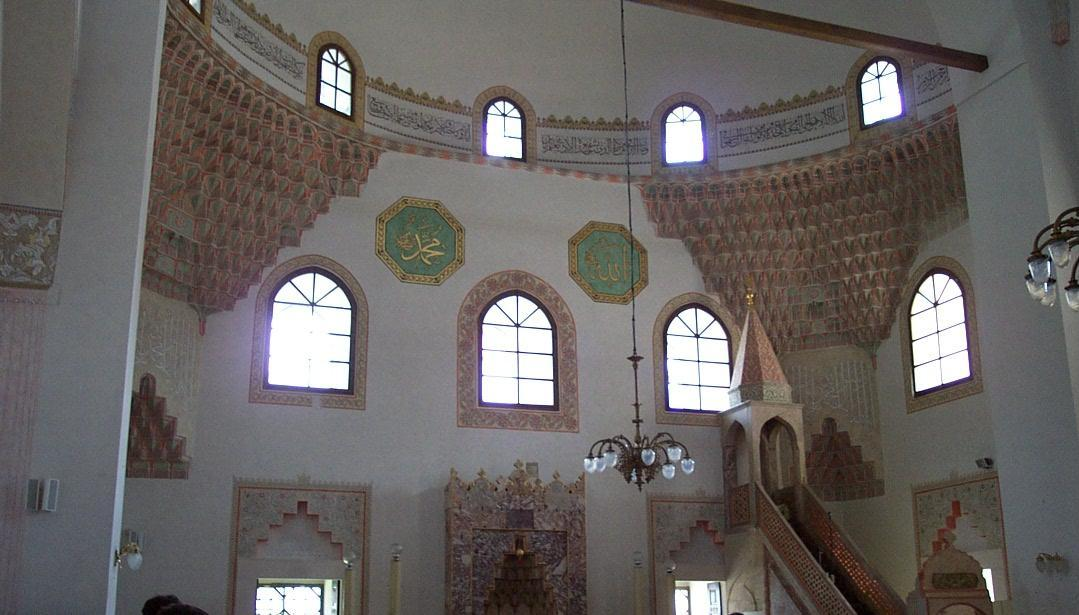
Intérieur d'une mosquée à Sarajevo (Bosnie-Herzégovine).
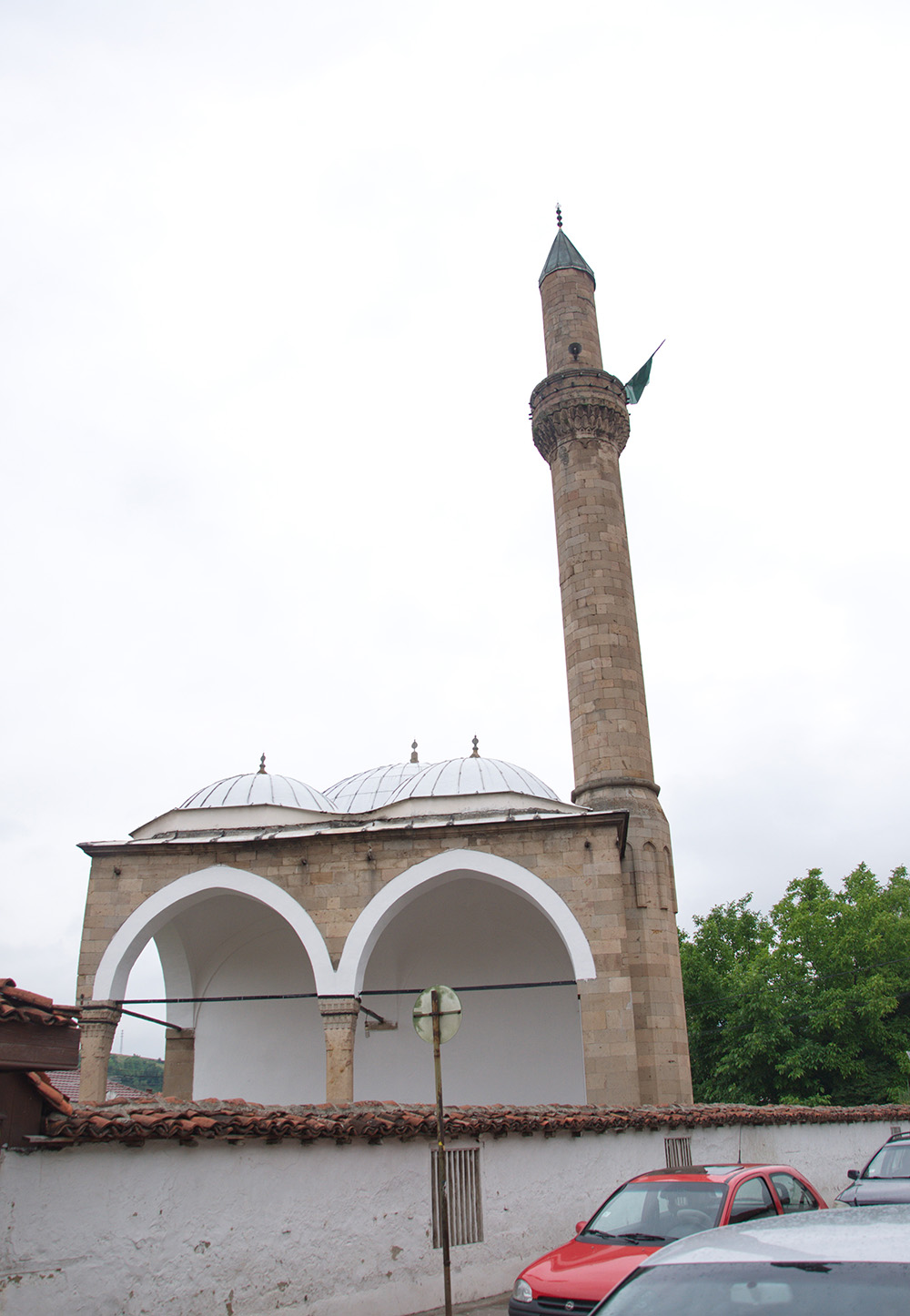
Mosquée Altun Alem de Novi Pazar (Serbie)
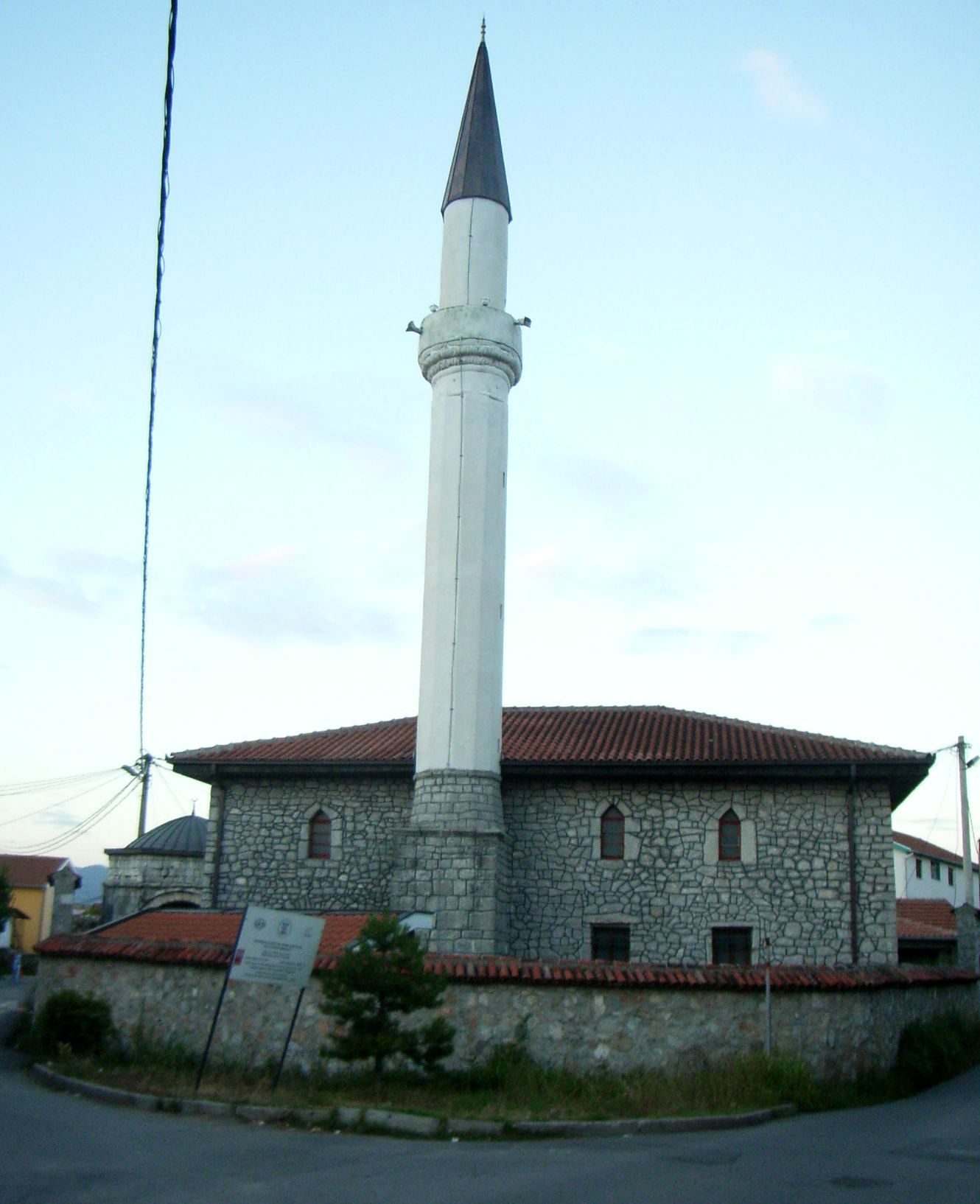
Mosquée à Podgorica (Monténégro).
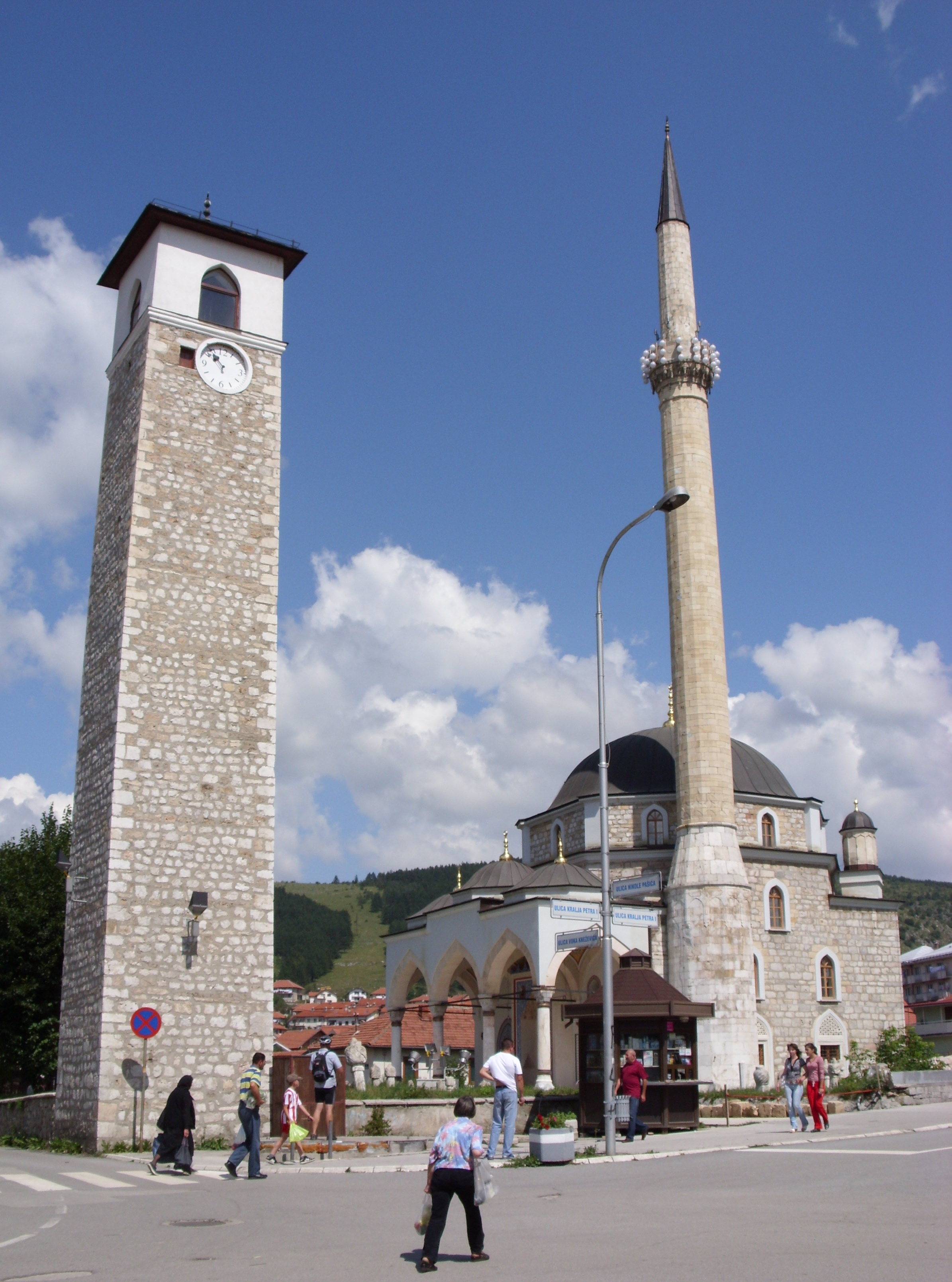
Une mosquée (à droite) à côté d'une tour horloge à Pljevlja (Monténégro).